# ウボンラーチャターニー駅
ウボンラーチャターニー駅（ウボンラーチャターニーえき、タイ語:สถานีรถไฟอุบลราชธานี）は、タイ王国東北部ウボンラーチャターニー県ワーリンチャムラープ郡にある、タイ国有鉄道東北線・南線の駅である。

## 概要
ウボンラーチャターニー駅は、タイ最東端の駅にあたり、タイ王国東北部のラオス、カンボジアとの国境を接しているウボンラーチャターニー県にある。駅名こそウボンラーチャターニー駅を名乗っているが、県庁所在地のムアンウボンラーチャターニー郡にはなく、当郡とムーン川を隔てて南側のワーリンチャムラープ郡に位置する。タイ国有鉄道終着駅では屈指の1日に22本（11往復）の列車が発着する。この為、東北本線は正式には北線（バーン・パーチー分岐駅 - ノーン・カーイ駅間）が本線であるが、南線（タリンチャン分岐駅 - 当駅）の方が本線であると誤認される場合がある。

## 歴史
タイ最初の官営鉄道であるクルンテープ駅-アユタヤ駅間が1897年3月26日に開業した。その後当駅に向かい少しずつ路線を延長し、33年後の1930年4月1日にようやく当駅が開業した。
- 1897年3月26日 【開業】クルンテープ駅 - アユタヤ駅 (71.08km)
- 1897年5月1日 【開業】アユタヤ駅 - ケンコーイ駅 (35.15km)
- 1898年3月3日 【開業】ケンコーイ駅 - ムワックレック駅 (27.20km)
- 1899年5月25日 【開業】ムワックレック駅 - パークチョン駅 (27.63km)
- 1900年12月21日 【開業】パークチョン駅 - ナコンラチャシーマ駅 (83.72km)
- 1922年5月1日 【開業】ナコンラチャシマー駅 - ターチャン駅 (21.75km)
- 1925年4月1日 【開業】ターチャン駅 - ブリーラム駅 (90.62km)
- 1926年5月1日 【開業】ブリーラム駅　-　スリン駅 (43.73km)
- 1927年5月1日 【開業】スリン駅　-　フワイタップタン駅 (61.75km)
- 1928年8月1日 【開業】フワイタップタン駅　-　シーサケート駅 (33.59km)
- 1930年4月1日 【開業】シーサケート駅　-　ウボンラーチャターニー駅 (60.01km)

## 駅前

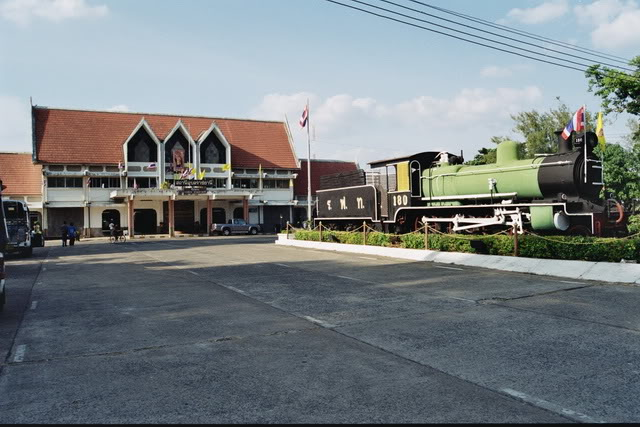
駅前に展示されている
蒸気機関車180号機

- 駅前に退役した蒸気機関車180号機が静態保存されている。（1919年N.B.L.Co.Hyde.Park製、製造番号22266[3]）